# Can Rodon (Tiana)
Can Rodon és una casa noucentista de Tiana a la comarca del Maresme inclosa a l'Inventari del Patrimoni Arquitectònic de Catalunya.

## Descripció
És un edifici civil, de molt petites dimensions, format per només la planta baixa, envoltat de jardí i cobert per una teulada de quatre vessants. Destaca el tractament de la seva cornisa que forma un ampli voladís i està realitzada amb maó. Totes les obertures son d'arc de mig punt, i la porta d'entrada principal, a la qual s'accedeix a través d'unes escales, està coberta per una marquesina semicircular de vidre i ferro, que li dona un aire més lleuger a la construcció.